# Engoulevent à queue étoilée
Hydropsalis maculicaudus
Espèce
Synonymes
- Stenopsis maculicaudus Lawrence, 1862
(protonyme)
- Caprimulgus maculicaudus

Répartition géographique
Statut de conservation UICN

 LC  : Préoccupation mineure
L'Engoulevent à queue étoilée (Hydropsalis maculicaudus, anciennement Caprimulgus maculicaudus) est une espèce d'oiseaux de la famille des Caprimulgidae.

## Répartition

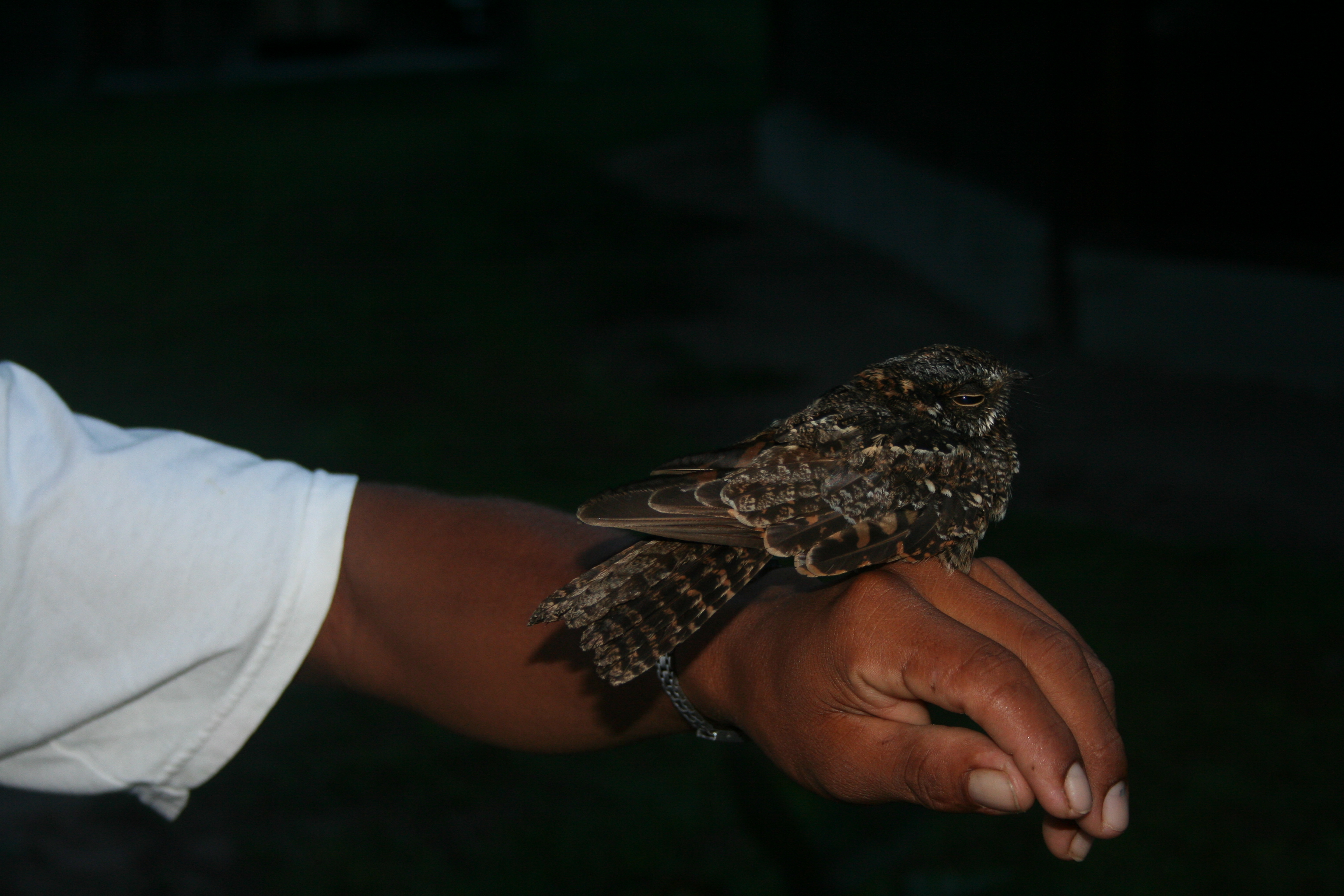
..en Guyane

Son aire dissoute s'étend à travers l'écozone néotropicale.